# Choriolaus aegrotus
Choriolaus aegrotus är en skalbaggsart som beskrevs av Bates 1885. Choriolaus aegrotus ingår i släktet Choriolaus och familjen långhorningar. Inga underarter finns listade i Catalogue of Life.